# Jackie Lynd
Jackie (Jacqueline) Lynd, född 1948 i Irland, är en irländsk keramiker.
Jackie Lynd var anställd vid Rörstrand 1974–1990, samt vid BodaNova 1990–1992. Hon arbetade med unikt stengods men främst med serviser som Isolde, Birgitta 1976, Japonica, Jenny 1977, Ingrid, Sierra, Maj, Nordica 1978, Nocturn, Prince, Fjord 1979, Diamant 1982, Galaxy 1984, Fleur 1985, Lili 1987, Linnéa och Spira 1989.